# Omeisauridae
Gli omeisauridi (Omeisauridae) sono una famiglia di dinosauri sauropodi caratteristici del Giurassico della Cina.

## Sauropodi endemici primitivi
Questi dinosauri apparvero nei primi tempi del Giurassico medio, e rappresentano una delle prime radiazioni di sauropodi, la prima endemica del continente asiatico. La famiglia comprende grandi erbivori dagli arti colonnari e dai colli eccezionalmente lunghi, addirittura più lunghi della media dei sauropodi. I generi più conosciuti sono Omeisaurus e Mamenchisaurus. Le affinità di quest'ultimo animale, comunque, sono dibattute e alcune specie sono state attribuite agli euelopodidi, una famiglia di sauropodi cinesi più tarda ed evoluta.

## Crani antiquati
Gli omeisauridi sembrerebbero essere stati sauropodi molto primitivi, dalle caratteristiche peculiari riguardanti il cranio e le vertebre. Il cranio, in particolare, è di forma squadrata e molto robusto, con denti a forma di spatola ma privo di grandi aperture nasali (caratteristiche dei più evoluti Macronaria). Sembra che gli omeisauridi, dopo aver dato origine ai primi sauropodi giganti, si siano estinti nel Giurassico superiore senza lasciare discendenti.